# Ready Steady Go! (水瀬いのりの曲)
「Ready Steady Go!」（レディ・ステディ・ゴー）は、日本の声優・歌手である水瀬いのりの楽曲。作詞は藤林聖子、作曲は藤永龍太郎が担当している。水瀬の5枚目のシングルとして2017年11月29日にKING AMUSEMENT CREATIVEより発売された。
この楽曲は水瀬の1stライブ『水瀬いのり1st LIVE Ready Steady Go!』に向けて制作された。また、テレビ朝日系の音楽番組『musicる TV』12月度エンディングテーマに起用された。

## 制作、音楽性
作詞はJ-POP楽曲や『仮面ライダーシリーズ』などのアニメ主題歌を手がける藤林聖子、作曲は声優アーティストの楽曲やアニメ関連曲を手がける藤永龍太郎が務めた。
2017年12月2日に東京国際フォーラム ホールAで開催された水瀬の1stライブ『水瀬いのり1st LIVE Ready Steady Go!』に向けて制作された楽曲で、新たなスタートを切る人の背中を押す応援ソングとなっている。コール&レスポンスができる部分が含まれていて、拳やタオルを振り上げて盛り上がれる曲というイメージでレコーディングが行われた。

## リリース、プロモーション
水瀬の5枚目のシングルとして2017年11月29日にKING AMUSEMENT CREATIVEより発売された。初回封入特典として「特製トレカ」が封入されている。特定の販売店で購入した場合は先着で各チェーン店ごとに全12種類のブロマイドやクリアファイルなどが特典として配布された。また、台湾盤が2017年12月1日にWarner Music Taiwan（中国語: 华纳音乐 (台湾)）より発売された。
この楽曲は2017年11月5日放送の文化放送のラジオ番組『水瀬いのり MELODY FLAG』で初めてオンエアされた。そのほかにも複数のテレビ番組やラジオ番組に水瀬が出演しプロモーションが行われた。また、水瀬が表紙を飾った声優情報誌『声優アニメディア』2017年12月号など複数の雑誌やフリーペーパーでインタビューや広告が掲載された。2017年11月27日から12月10日には秋葉原駅電気街口駅前街頭にフラッグが掲出された。

## アートワーク、ミュージック・ビデオ
ジャケット写真は「Ready Steady Go!」を信号機で表現しており、青空の中で青いワンピースを着た水瀬が遠くを見つめるという構図になっていて、夢へと続く道を共に進んでいこうという意味が込められている。信号機はCG合成ではなく、巨大な信号機の模型を使って撮影が行われた。
ミュージック・ビデオはガレージが舞台になっていて、水瀬がガールズバンドと演奏したり、整備士となって車を修理したり、キャンピングカーで女子会をしたりするというストーリーになっている。ミュージック・ビデオは通常版と中国語字幕版が公式YouTubeチャンネルで公開されている。

## ライブ・パフォーマンス
2017年12月2日に東京国際フォーラム ホールAで開催された『水瀬いのり1st LIVE Ready Steady Go!』で披露された。レコーディング時にイメージされていた通り、タオル回しとコール&レスポンスが行われた。2018年6月から7月にかけて開催された1stライブツアー『Inori Minase LIVE TOUR 2018 BLUE COMPASS』や同年9月から10月にかけて開催された『KING SUPER LIVE 2018』でも披露され、いずれもタオル回しのパフォーマンスとともに披露された。

## 水瀬いのり1st LIVE Ready Steady Go!

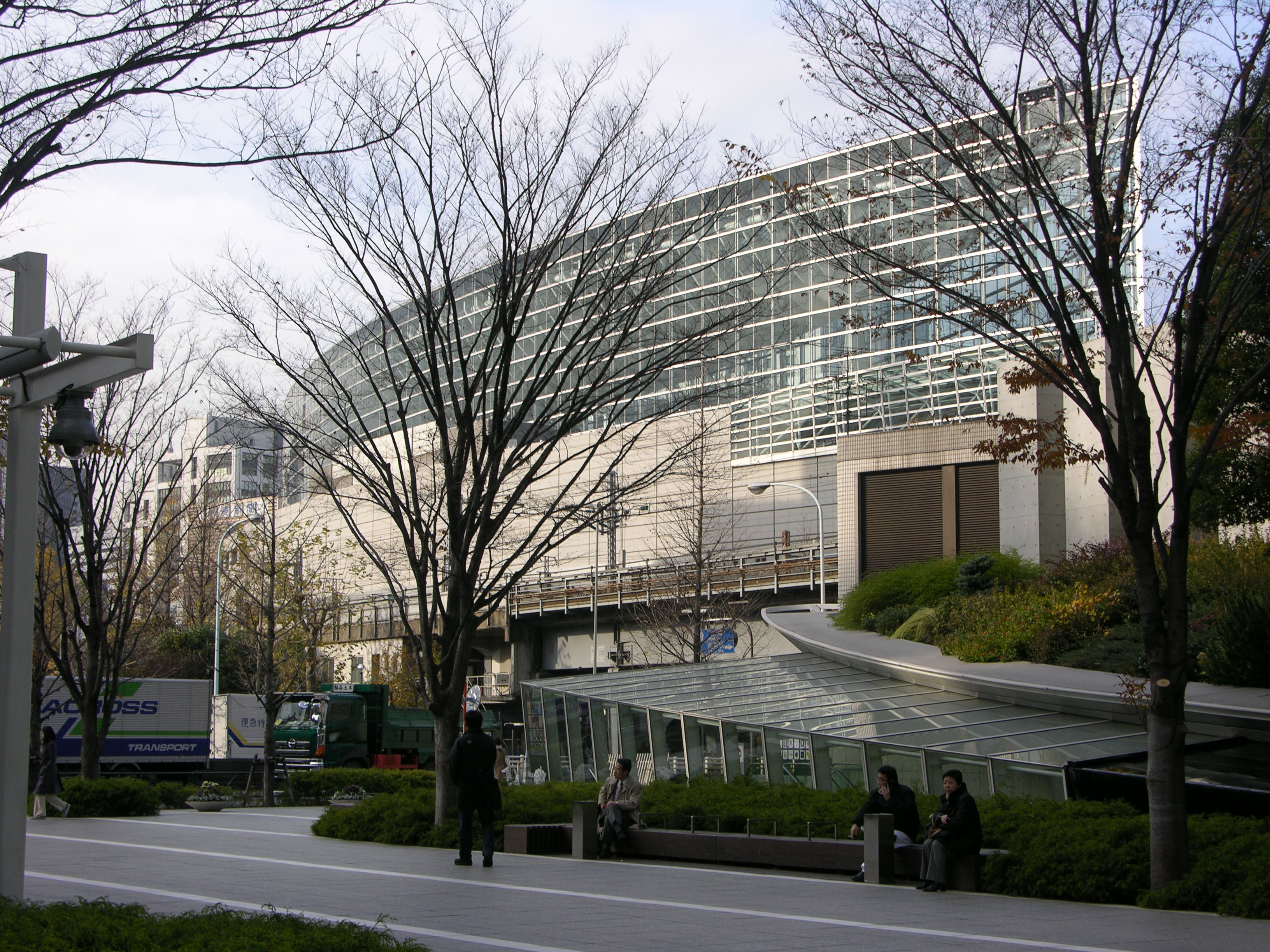
ライブが開催された東京国際フォーラム

「Ready Steady Go!」は2017年12月2日に東京国際フォーラム ホールAで開催された水瀬の1stライブ『水瀬いのり1st LIVE Ready Steady Go!』に向けて制作された楽曲である。このライブはおよそ5000人を動員し、「Ready Steady Go!」を含めた全20曲が披露された。12月2日は水瀬の誕生日であり、アンコールではサプライズで水瀬の誕生日が祝われた後に、シングル『Ready Steady Go!』に収録されている「Happy Birthday」が披露された。
2018年4月4日にはLIVE Blu-rayが発売され、2018年4月16日付のオリコン週間Blu-ray総合ランキングで6位を獲得した。LIVE Blu-rayのプロモーションとして秋葉原でCMが放映されたほか、特定の販売店で購入した場合は各チェーン店ごとに全13種類のブロマイドやクリアファイルなどが特典として配布された。また、2018年4月にはAKIHABARAゲーマーズ本店にて『水瀬いのり「Inori Minase 1st LIVE Ready Steady Go!」発売記念衣装展』が開催され、1stライブで実際に使用された衣装などが展示された。

## シングル収録曲
| #         | タイトル                 | 作詞      | 作曲                         | 編曲                         | 時間  |
| --------- | ------------------------ | --------- | ---------------------------- | ---------------------------- | ----- |
| 1.        | 「Ready Steady Go!」     | 藤林聖子  | 藤永龍太郎 (Elements Garden) | 藤永龍太郎 (Elements Garden) | 4:29  |
| 2.        | 「Happy Birthday」       | 遠藤直弥  | 遠藤直弥                     | 遠藤直弥                     | 3:57  |
| 3.        | 「Winter Wonder Wander」 | 栁舘周平  | 栁舘周平                     | 奈良悠樹                     | 3:41  |
| 合計時間: | 合計時間:                | 合計時間: | 合計時間:                    | 合計時間:                    | 12:07 |

## 参加アーティスト
- All vocals & chorus：水瀬いのり

| Ready Steady Go! - Drums：山内“masshoi”優 - Bass：山口寛雄 - Guitar：藤永龍太郎 - Piano & Organ：宇都圭輝 - All other instruments & programming：藤永龍太郎 | Happy Birthday - Programming：遠藤直弥 - Guitars：城石真臣 - Bass：伊藤千明 - Piano：河内結衣 - Organ：土屋佳代 - Drums：今村舞 - Trumpet：古屋ひろこ - Trombone：馬場桜佑 - Saxophone：辻本美博 - Wind chime：水瀬いのり | Winter Wonder Wander - Piano：岸田勇気 (F.M.F) - Bass：工藤嶺 (F.M.F) - Drums：髭白健 - Strings：吉田宇宙ストリングス - Guitars,all other instruments & programming：奈良悠樹 (F.M.F) |

## メディアでの使用
| # | 曲名                 | タイアップ                                              | 出典          |
| - | -------------------- | ------------------------------------------------------- | ------------- |
| 1 | 「Ready Steady Go!」 | テレビ朝日系『musicる TV』12月度エンディングテーマ      | [ 5 ]         |
| 1 | 「Ready Steady Go!」 | Web番組『ガンガンGAちゃんねる』第44回エンディングテーマ | [ 31 ] [ 32 ] |

## リリース日一覧
| 地域 | リリース日     | レーベル                                       | 規格                   | 規格品番   |
| ---- | -------------- | ---------------------------------------------- | ---------------------- | ---------- |
| 日本 | 2017年11月29日 | KING AMUSEMENT CREATIVE                        | CD                     | KICM-1817  |
| 日本 | 2017年11月29日 | KING AMUSEMENT CREATIVE                        | デジタル・ダウンロード |            |
| 台湾 | 2017年12月1日  | Warner Music Taiwan（中国語: 华纳音乐 (台湾)） | CD                     | 5419794942 |

## チャート
| チャート                                | 最高 順位 | 出典   |
| --------------------------------------- | --------- | ------ |
| 日本・オリコン 週間CDシングルランキング | 9         | [ 2 ]  |
| Billboard Japan Hot 100                 | 19        | [ 33 ] |
| Billboard Japan Hot Animation           | 8         | [ 34 ] |
| Billboard Japan Hot Singles Sales       | 10        | [ 35 ] |

## 収録作品

### アルバム
| 楽曲             | アルバム         | 発売日        | 備考                  |
| ---------------- | ---------------- | ------------- | --------------------- |
| Ready Steady Go! | 『BLUE COMPASS』 | 2018年5月23日 | 2ndオリジナルアルバム |

### 映像作品
| 楽曲                 | アルバム                                     | 発売日         | 備考                      |
| -------------------- | -------------------------------------------- | -------------- | ------------------------- |
| Ready Steady Go!     | 『Inori Minase 1st LIVE Ready Steady Go!』   | 2018年4月4日   | 1stライブBlu-ray          |
| Ready Steady Go!     | 『Inori Minase LIVE TOUR 2018 BLUE COMPASS』 | 2018年10月17日 | 2ndライブBlu-ray          |
| Ready Steady Go!     | 『Inori Minase MUSIC CLIP BOX』              | 2019年6月26日  | 1stミュージッククリップ集 |
| Happy Birthday       | 『Inori Minase 1st LIVE Ready Steady Go!』   | 2018年4月4日   | 1stライブBlu-ray          |
| Happy Birthday       | 『Inori Minase LIVE TOUR 2018 BLUE COMPASS』 | 2018年10月17日 | 2ndライブBlu-ray          |
| Winter Wonder Wander | 『Inori Minase 1st LIVE Ready Steady Go!』   | 2018年4月4日   | 1stライブBlu-ray          |